# Ekudden, Skarpnäck

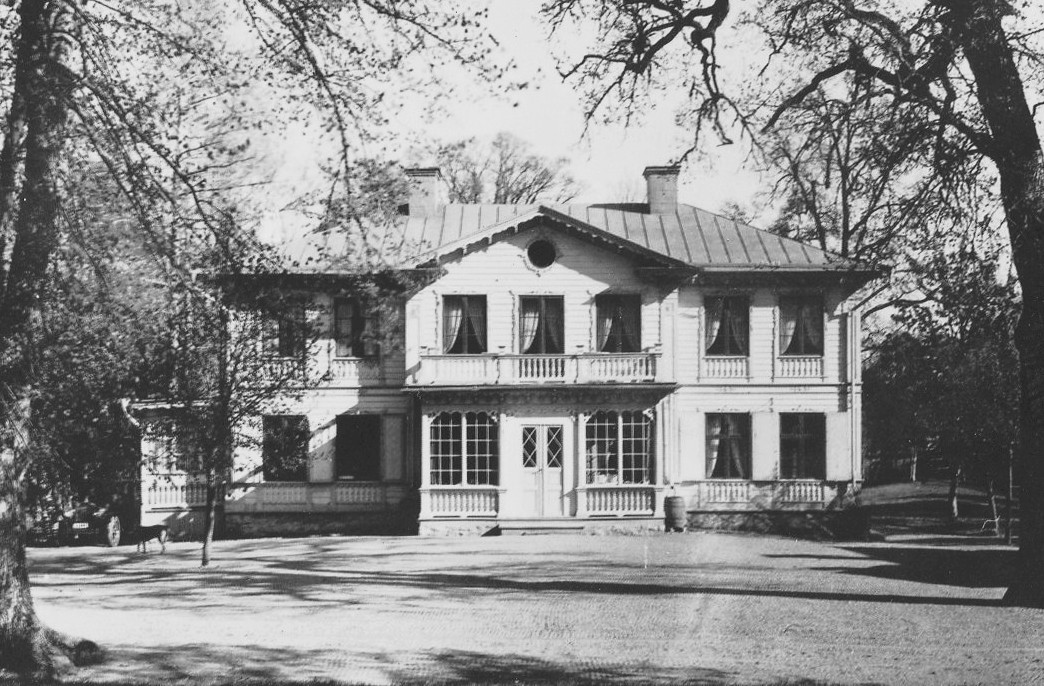
Ekuddens huvudbyggnad 1928.

Ekudden var ursprungligen ett arrendetorp och senare ett sommarnöje vid norra stranden av sjön Flaten i stadsdelen Flaten i södra Stockholm. Huvudbyggnaden brändes ner i slutet av 1960-talet. Lämningar efter bebyggelsen, som en gång hörde till Skarpnäckgodset, ligger i Flatens naturreservat och är ett fornminne med RAÄ-nummer Brännkyrka 172:1.

## Bakgrund

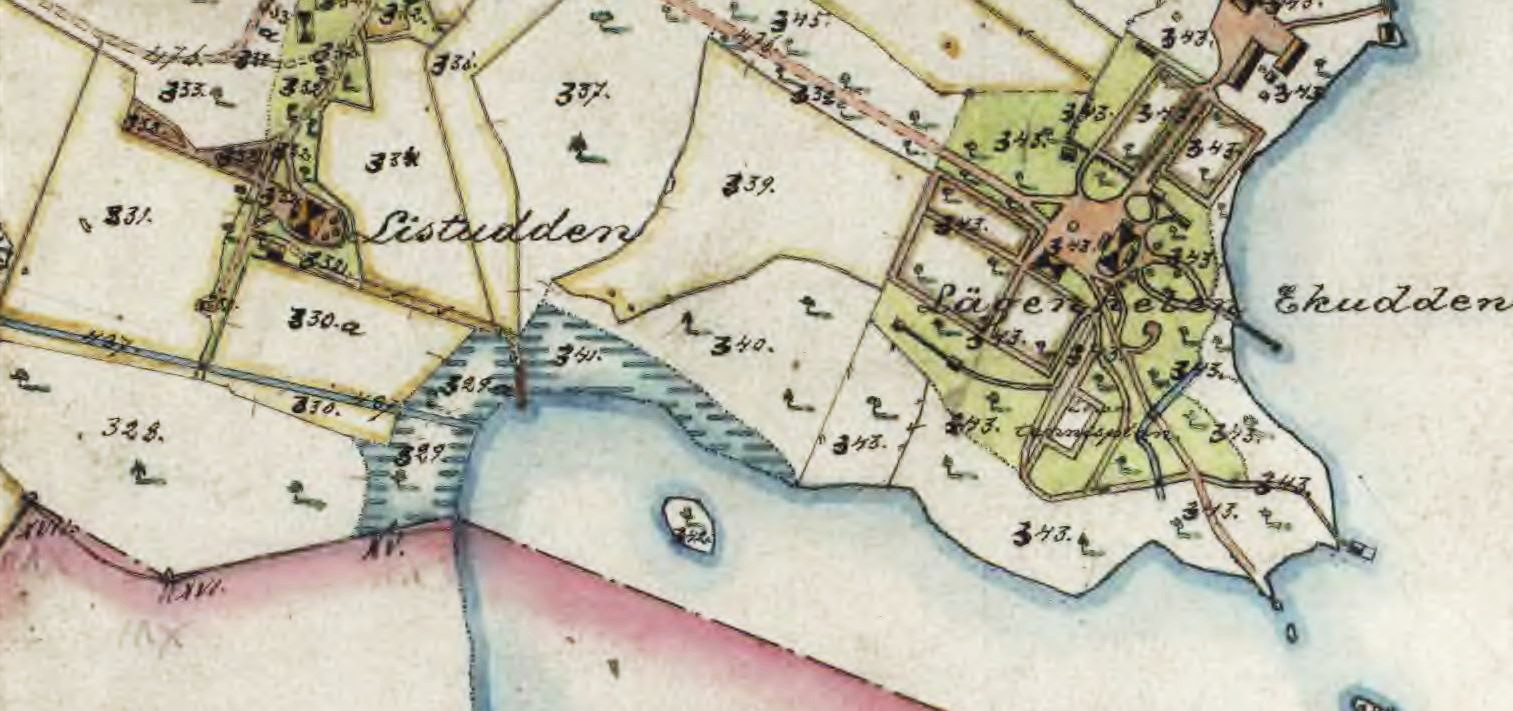
Listudden och Ekudden omkring år 1900.

Vid sjön Flatens norra vik låg ursprungligen fyra torp som lydde under godset Skarpnäcks gård: Flaten, Listudden, Ekudden och Sköntorp (eller Sjötorp). Flaten övergavs redan 1862 och Sköntorp försvann när Flatenbadet anlades på 1930-talet. Ekuddens huvudbyggnad från 1887 brändes ner i slutet av 1960-talet och av gårdsbebyggelsen finns idag inget kvar medan Listuddens byggnader fortfarande existerar. Före 1860 benämndes Ekudden ”Listudden” eller ”Lilla Listudden”.

## Historik
Ekudden har sitt namn efter den ekbevuxna udden i Flaten. Ett arrendetorp uppfördes här på 1740-talet som från 1748 var uthyrt till köpmannen Christian Hebbe den yngre. Han innehade handelshuset Chr. Hebbe & söner i Thunska palatset på Skeppsbron 36. Ekudden stannade i Hebbes släkt fram till 1787. Därefter vandrade stället genom många händer. 1828 stod huset öde och kallades ”Lilla Listudden”. 1859 arrenderades både Listudden och Ekudden (som då fortfarande hette "Lilla Listudden") av J.F. Kempff, en pensionerad sjökapten i handelsflottan, som dock avled redan samma år. 

## Ekudden under Piehl

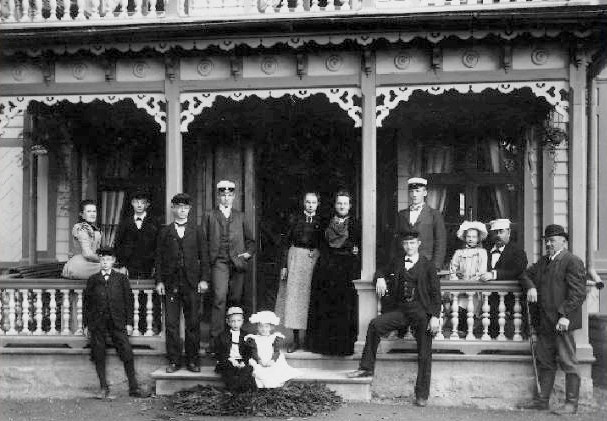
Familjen Piehl på Ekudden, 1897.

Åren 1861−1862 förvärvades godset Skarpnäck av den tyske ölbryggaren Friedrich Neumüller. Han kom som 21-åring till Stockholm och grundade senare det framgångsrika Neumüllers Bryggeri på Södermalm. I köpet ingick egendomens samtliga torp, så även ”Lilla Listudden” som nu döptes om till Ekudden. 1887 lät Neumüller uppföra en ny huvudbyggnad intill den ursprungliga, som nu blev den västra flygeln. Därefter bosatte sig en av Neumüllers döttrar här. 
År 1893 avsöndrades Ekudden från stamfastigheten Skarpnäck och såldes till bryggaren Carl Gustaf Piehl som var gift med Sofia Neumüller (1856-1938).  Därefter blev Ekudden sommarställe för familjen Piehl som tillbringade många somrar här fram till 1955. I april 1956 brändes 1700-tals flygeln ner och övriga byggnader stor tomma och vandaliserades. I slutet av 1960-talet brändes även huvudbyggnaden från 1887 ner. Idag existerar entrégrinden, den ståtliga ekallén, överväxta husgrunder och rester efter bryggan i Flaten.

## Bebyggelse
Ekuddens bebyggelse bestod utöver den stora mangården från 1887 av den äldre flygeln från 1700-talet samt ladugård, kägelbana, tjänstebostad, drängstuga, ladugård, förråd, växt- och lusthus. Huvudbyggnaden var en panelad, ljusgrön målad träbyggnad i två våningar med för tiden typisk utsmyckning i form av lövsågerier. Vid Flaten fanns flera bryggor och udden förvandlades i en engelsk park med många nyplanterade växter. Tvärs över udden grävdes en kanal med en liten bro vars rester fortfarande kan skönjas.

## Nutida bilder

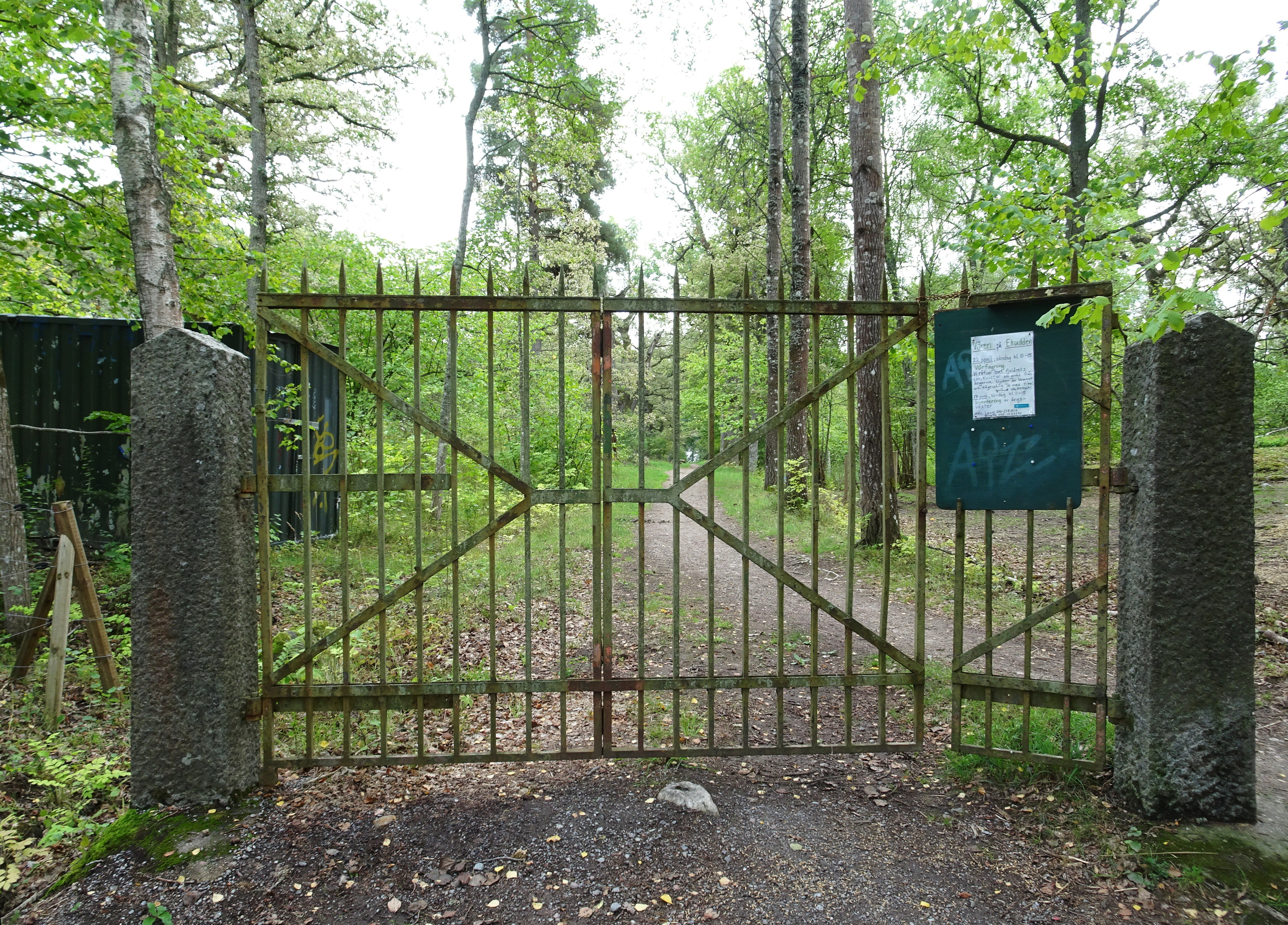
Grinden och allén mot söder.
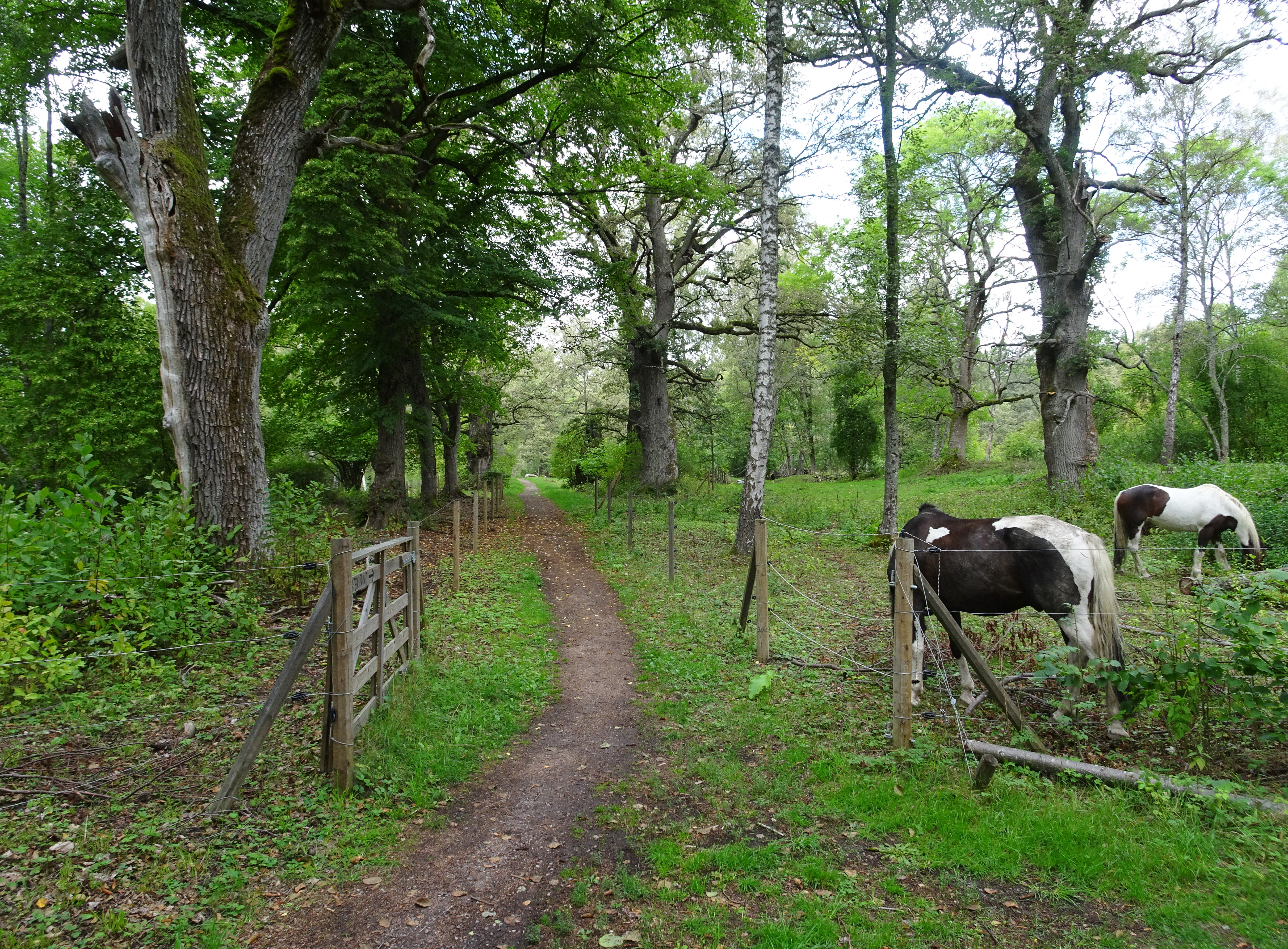
Allén mot norr.
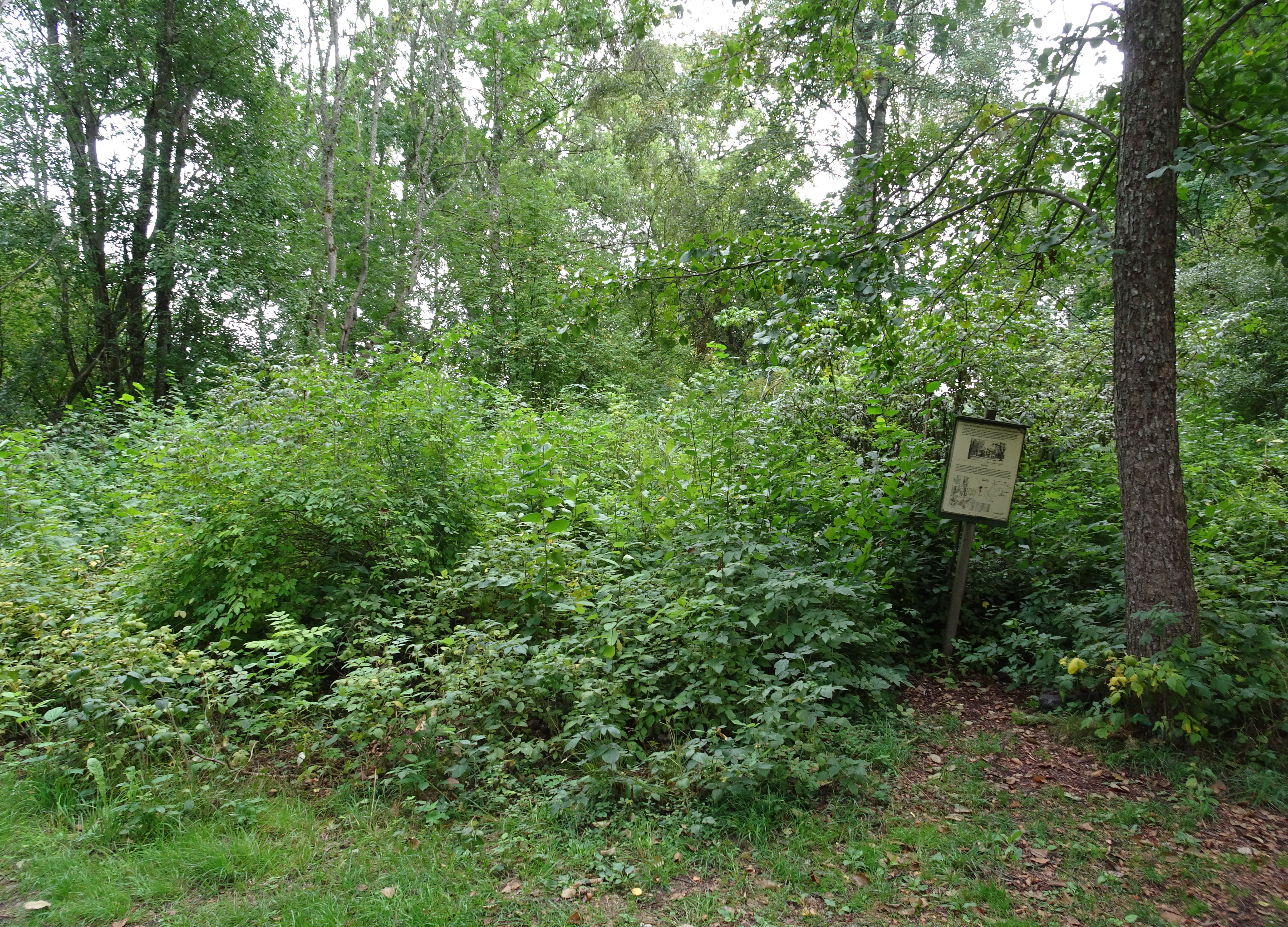
Den överväxta grunden efter huvudbyggnaden.
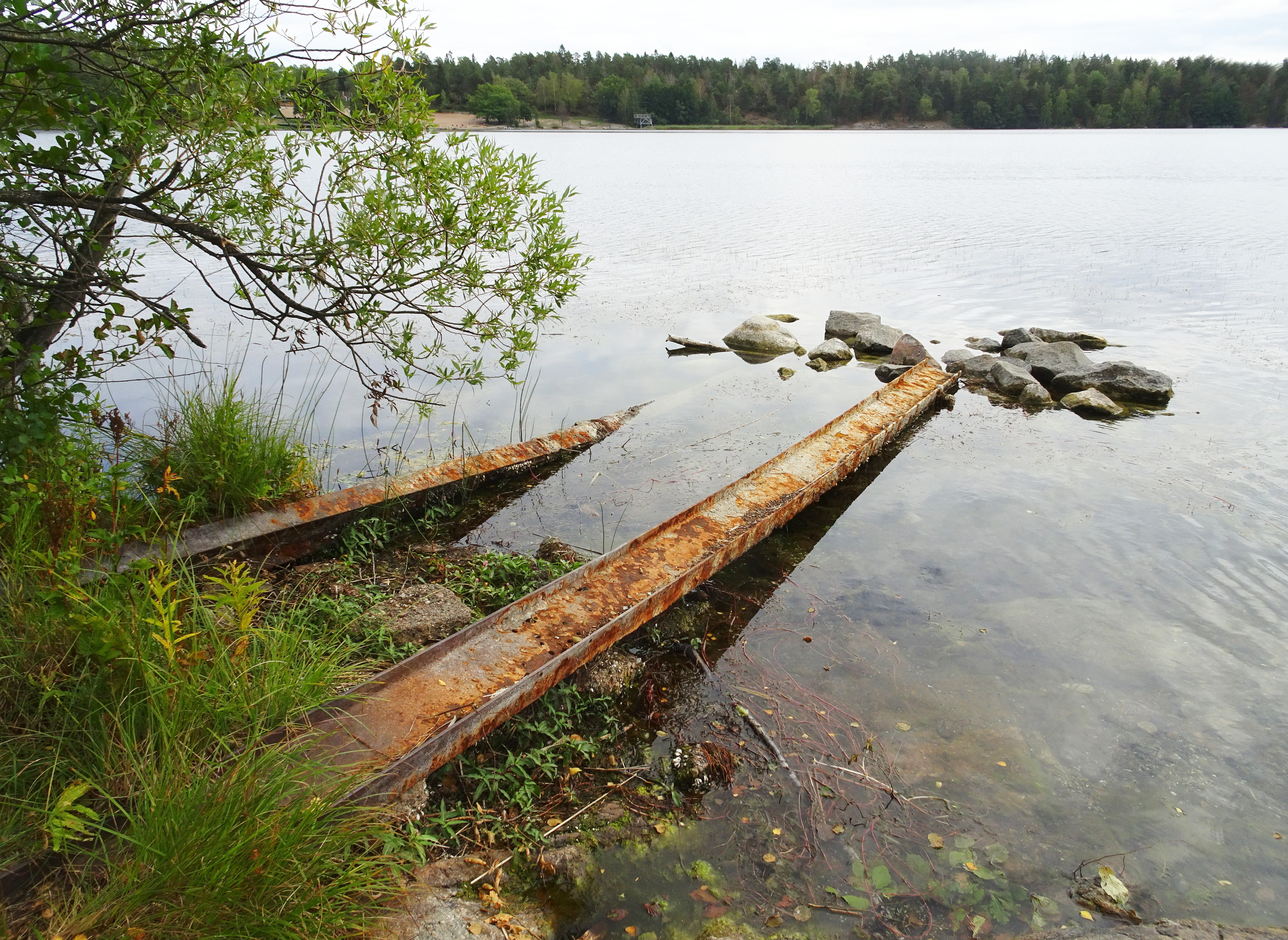
Före detta brygga i Flaten.